# میروسلاو هانوش
میروسلاو هانوش (چکی: Miroslav Hanuš؛ ۲۲ مهٔ ۱۹۶۳) بازیگر، کارگردان، موسیقی‌دان، نمایشنامه‌نویس و ترانه‌سرای اهل جمهوری چک است. وی از سال ۱۹۸۳ میلادی تاکنون مشغول فعالیت بوده‌است.
از فیلم‌ها یا برنامه‌های تلویزیونی که وی در آن نقش داشته‌است، می‌توان به مسافرخانه، فرشته تبهکار، سه برادر، خیابان، ما هیچگاه تنها نیستیم، هاول و شارلاتان اشاره کرد.